# Dayton (Meteorit)
Koordinaten: 39° 45′ 0″ N, 84° 10′ 0″ W
Dayton ist ein Eisenmeteorit aus der Gruppe der Oktaedrite mit der Klassenbezeichnung IAB-sLH, der 1892 mit einem vermuteten Gesamtgewicht von 26,3 kg nahe der gleichnamigen Stadt im Montgomery County des US-Bundesstaates Ohio gefunden wurde.

## Fundgeschichte
Der Meteorit soll von Albert Seifert aus Dayton, Ohio im Sommer 1892 gesehen und gehört worden sein. Er soll ein etwa 4 bis 5 Fuß tiefes Einschlag-Loch gerissen und für mehrere Stunden zu heiß für eine Bergung gewesen sein. Der auf dem Dachboden des Hauses der Familie aufbewahrte Meteorit wurde 1951 vom Enkel des Finders L. R. Keyser an die University of Cincinnati gemeldet. Aufgrund einer großzügigen Spende konnte die gesamte Meteoritenmasse schließlich ungeteilt und unbeschädigt vom U.S. National Museum (heute National Museum of Natural History), Washington, D.C. erworben werden.
Bei der Untersuchung des Meteoriten stellte sich heraus, dass er bereits rein optisch zu korrodiert war, als dass er direkt nach dem Fall hätte geborgen worden sein können. Zudem gibt es keine lokalen Aufzeichnungen über einen Meteoritenfall in Dayton. Weitere Untersuchungen ergaben zweifelsfrei, dass der Meteorit bereits vor Hunderten oder Tausenden von Jahren auf die Erde gefallen sein musste.
Der mit 24,4 kg größte Teil des Meteoriten wird in Washington aufbewahrt. Daneben erhielten kleinere Stücke die entsprechenden Museen in Chicago (Illinois, 487 g), Tempe (Arizona, 324 g), Sydney (Australien, 237 g), Mainz (Deutschland, etwa 200 g).
Auch das Boonshoft Museum of Discovery in Dayton (Ohio) rühmt sich, ein Stück des Meteoriten in der Sammlung zu haben.

## Petrologie
Als Eisenmeteorit vom Typ IAB-sLH besteht Dayton vorwiegend aus den Meteoriten-Mineralen Kamacit und Taenit sowie verschiedenen Silikateinschlüssen. Er hat entsprechend einen hohen Nickel-, aber einen niedrigem Gold-Gehalt (sLH).

## Dayton als Typlokalität
Dayton gilt als Typlokalität für die Minerale Brianit und Panethit. Des Weiteren konnten in dem Meteoriten noch Graphit, gediegen Eisen, Martensit, Merrillit, Schreibersit, Sphalerit und Troilit sowie das aus Kamacit und Taenit bestehende Gemenge Plessit und Mitglieder aus der Plagioklas-Mischreihe, genauer der Albit-Anorthit-Serie gefunden werden.